# 장윤성
장윤성(張允聖, 1963년 12월 9일 ~ , 서울특별시 출생)은 대한민국의 지휘자이다. 서울특별시에서 태어나, 서울예술고등학교와 서울대학교 음악대학에서 작곡을 전공했다. 대학 재학 중 창악회와 동아콩쿨, 중앙콩쿨 작곡 부문에서 입상하기도 했고, 아르스 실내 관현악단 연주회에서 지휘하기도 했다. 졸업 후 서울대학교 대학원에서 지휘 석사과정을 이수했고, 이어 오스트리아와 러시아로 유학해 빈 국립 음악원과 상트 페테르부르크 림스키-코르사코프 음악원에서 지휘를 배웠다.
러시아 유학 중이던 1993년에 프로코피에프 국제 지휘자 콩쿨에 2위로 입상했고, 입상 특전으로 1년간 마린스키 극장에서 지휘 연구원으로 일하면서 발레리 게르기에프에게 배우기도 했다. 1995년 펜데레츠키의 교향곡 제 5번 '한국' 을 유럽 초연하기도 했고, 1997년에는 도쿄 국제 지휘 콩쿨에 참가해 1위 없는 2위에 입상했다.
1997년에 귀국해 경희대학교 음악대학 조교수로 부임했고, 서울 시립 교향악단의 수석 객원 지휘자와 서울시 청소년 교향악단(현 서울시 유스 오케스트라)의 단장 겸 음악 감독으로 활동했다. 2000년에는 울산 시립 교향악단의 상임 지휘자로 부임했고, 후기 낭만파에서 현대음악에 이르는 대곡들의 연주회로 호평을 받았다.
2003년 창원 시립 교향악단의 상임 지휘자로 임명되어 2007년까지 재직했다. 2004년에는 쇤베르크의 초대형 오라토리오 '구레의 노래'를 통영과 서울에서 한국 초연해 화제가 되었다. 2008년 4월부터 오사카 음악 대학의 더 컬리지 오페라하우스 관현악단 수석 지휘자로 활동 중이며, 2009년 8월부터 1년간 대전 시립 교향악단의 예술감독 겸 상임지휘자로 활동하였다.
2019년 3월 정년퇴임을 맞이한 임헌정 교수의 후임으로 서울대학교 음악대학 작곡과 지휘전공 교수로 부임하였고, 2021년 6월 박영민의 뒤를 이어 부천 필하모닉 오케스트라의 제3대 상임지휘자로 취임하면서 군포 프라임 필하모닉 오케스트라 전임지휘자직에서 사임하였다.
| 전임 유종 1998-2000 | 울산 시립 교향악단 상임 지휘자 2000-2003 | 후임 이대욱 2003-2007 |

| 전임 김도기 1991-2003 | 창원 시립 교향악단 상임 지휘자 2003-2007 | 후임 정치용 2008- |

| 전임 김종덕 1993-1999 | 서울시 유스 오케스트라 단장 겸 상임 지휘자 1999-2000 | 후임 박태영 2000- |

| 전임 에드몬 콜로메르 2007-2009 | 대전 시립 교향악단 상임 지휘자 2009-2010 | 후임 금노상 2011- |